# Sydowiella ambigua
Sydowiella ambigua är en svampart som först beskrevs av Mouton, och fick sitt nu gällande namn av Munk 1957. Sydowiella ambigua ingår i släktet Sydowiella och familjen Sydowiellaceae.   Inga underarter finns listade i Catalogue of Life.